# Al-Qunaytira (distrikt)
al-Qunaytira (arabiska: منطقة القنيطرة, منطقة مركز القنيطرة) är ett distrikt i Syrien.   Det ligger i provinsen al-Qunaytira, i den sydvästra delen av landet, 70 kilometer sydväst om huvudstaden Damaskus.